# 富山輕軌TLR0600型電車
富山輕軌TLR0600型電車是富山輕軌富山港線的路面電車車輛，暱稱「PORTRAM」（ポートラム），2007年鐵道友之會藍絲帶獎獲獎車輛，於2006年（平成18年）4月29日開始開始投入營運。

## 概要
富山輕軌0600型是由新潟運輸系統製造的雙節式超低底盤路面電車，在富山港線開業時共導入了7列。該款車輛是屬於德國鐵路車輛製造商ADTranz（後被龐巴迪運輸併購）技術授權生產之車輛，同類型的尚有熊本市交通局9700型電車、熊本市交通局0800型電車、岡山電氣軌道9200型電車、万葉線1000型電車（俗稱）和富山地方鐵道9000型電車（俗稱）。
外裝是以立山新雪為意象的白色基調設計、各車車頭擋風玻璃下方及乗降口周圍分別以彩虹七色其中一色點綴。
車輛型號定為0600型、車体上標記的車号「TLR」為「Toyama Light Rail」之開首，編號末数字依彩虹色順1至7編號。末尾字母為列車集電弓展開方向，印有字母A的車輛之集電弓指向岩瀨濱站、B則是指向富山站北站。
列車愛稱是於2005年公開募集所選的「ポートラム（PORTRAM）」，為「港」（＝port）與「路面電車」（＝tram）組成的組合詞。
官方吉祥物角色縣立富山北高校信息設計系學生設計，以貓與電車為題的「とれねこ」（Train Cat）。並與編組数相同有七隻不同特征與性格的角色，而每輛列車均有其對應之吉祥物。

+ 

| 編組    | 色調 | 吉祥物           |
| ------- | ---- | ---------------- |
| TLR0601 | 赤   | 「ここ」くん     |
| TLR0602 | 橙   | 「もぐ」くん     |
| TLR0603 | 黄   | 「はな」ちゃん   |
| TLR0604 | 黄綠 | 「ゆう」くん     |
| TLR0605 | 綠   | 「えこ」くん     |
| TLR0606 | 青   | 「るーく」くん   |
| TLR0607 | 紫   | 「すーぴー」くん |

## 運用
在尖峰時段富山港線也不會出動全部七列編成運行，而是輪替運營使用。當初預定引入六組列車，後於運營企畫階段提出引入七列列車，原因是「建議採用數字7，因為既是彩虹顏色的數字、也是七福神的數字、會更具吸引力」，最終獲採納改導入七列編成。

## 車輛諸元
車輛全長18.4m、寬2.4m、高3.407m。車重約25t。軌距因路線自JR承接同樣採用1067mm。
- 設計最高速度：70km/h
- 營業最高速度：60km/h
- 起動加速度：3.0km/h/s
- 減速度：4.0km/h/s（最大），4.6km/h/s（緊急）

## 脚注
1. ↑  富山ライトレールについて［車両デザイン］｜富山ライトレール株式会社
2. ↑  特急形ではない車両がブルーリボン賞を受賞するのは第48回のJR貨物M250系以来のこと。
3. ↑  開業記念時には先頭車両ガラス部分に、それぞれのマスコットキャラクターのシールが貼られていた。また乗車人数100万人達成時にも同様のシールが貼られている。

## 外部連結
- 富山ライトレールについて［車両デザイン］（页面存档备份，存于） - 富山ライトレール株式会社（日語）